# Estación Los Ángeles (Buenos Aires)
Los Ángeles es una estación de ferrocarril ubicada en la localidad del mismo nombre, Partido de Chacabuco, Provincia de Buenos Aires, Argentina.
Fue construida por la Compañía General de Ferrocarriles en la Provincia de Buenos Aires en 1908, como parte de la vía que llegó a Rosario en ese mismo año.

## Servicios
Ubicada en el km 187 de la línea, Los Ángeles fue estación de primera, habilitada para pasajeros, carga, encomiendas, hacienda y telégrafo. En el año 1907 fue inaugurada la estación, lo que generó un pequeño asentamiento en sus alrededores, que llevó a la fundación de un pueblo en 1909. Según datos del último censo la población es de 54 habitantes (Indec, 2010), con un 30% de decrecimiento respecto a la medición anterior.

## Infraestructura
La estación presenta un faltante importante en el alero del techo de su galería. Los sanitarios están en un estado de destrucción importante. Actualmente la estación se encuentra en pie luego de años de dejadez aunque hoy en día se encuentre en proceso de Restauración por parte de la Asociación Amigos del Belgrano, la misma presenta un gran estado de deterioro, la misma asociación ha recuperado las vías hasta esta estación siendo Tres Sargentos la ante última estación transitada.